# Sabina Muchart
Sabina Muchart Collboni, (Olot, 20 de octubre de 1858 - Málaga, 21 de marzo de 1929) fue una fotógrafa española que ejerció su profesión en Málaga desde 1887 a 1928.

## Biografía
Sabina Jerónima Manuela Muchart Collboni es una catalana nacida el 20 de octubre de 1858 en la localidad de Olot provincia de Gerona, hija de Juan (albañil de profesión) y de Jerónima, y miembro de una familia numerosa de la que es la mayor de las féminas. La singularidad de su apellido paterno nos traslada a Dax (Francia), pues es la adaptación de Mouchard, tal y como lo portaba su abuelo cuando se afincó en España.
En esa época asolaba España otra guerra civil, la tercera guerra carlista y, al igual que tantos jóvenes catalanes, Sabina tuvo que emigrar. Fue el año 1871 el último en que constó en el censo municipal de Olot; se trasladó a Málaga entre 1872 y 1873, y en el censo de esa ciudad andaluza apareció en 1875 con 17 años, junto con tres de sus hermanos mayores: Manuel (28), Esteban (26) y Luis (19). En sus inicios regentan un comercio textil «Muchart Hermanos y Cía», pues esos productos eran muy apreciados en toda Andalucía. 
La familia abrió también una tienda en Córdoba, pero el negocio fracasó y se declararon en quiebra, cerrando en primer lugar su establecimiento en Málaga. En estos años el pintor y fotógrafo Ventura de los Reyes Corradi establece una relación con la familia que debió tener cierta importancia ya que unos años más tarde, el hermano pequeño Francisco (que ya se había trasladado también a Córdoba) presenta un cuadro a una exposición de Bellas Artes. Suponemos que esta relación fue clave en el acercamiento de Francisco y posiblemente algún miembro más de la familia, así como Sabina, a la fotografía. Por este motivo, y una vez que la situación de quiebra hacía difícil que otra sociedad se fundase a nombre de los hermanos mayores... optan por abrir un estudio fotográfico en Málaga, a nombre de Sabina Muchart, que no tenía ningún impedimento legal, teniendo en cuenta también la minoría de edad de Francisco.
Así abre el estudio "Fotografía S. Muchart" en la Plaza de la Constitución de Málaga n.º 16-22 en 1887, y durante unos años Manuel, Sabina y Francisco comparten el trabajo, pero Manuel muere prematuramente en 1894, y es Sabina quien ejerce el liderazgo, ya que sus hermanos Luis y Esteban ya no residen en Málaga. 
En 1889 para La Ilustración un reportaje completo de grandes vistas de Málaga. En 1891 sería en La Ilustración Hispano-Americana donde aparecieron tres fotografías suyas de cuadros del pintor malagueño D. de la Torre. En 1893, La Ilustración Artística (Barcelona) publica un retrato de un grupo de soldados frente a la entrada del fuerte del Rostrogordo perteneciente al Protectorado español de Marruecos que estaba inmerso en la guerra del Rif. Una fotografía a la que acompaña el siguiente texto en el pie de foto: “La Guerra de África. Fuerte de Rostrogordo (Copia de una fotografía remitida por S. Muchart, de Málaga)”. Esta fotografía ha servido como referencia para atribuir a Sabina Muchar el papel de reportera de guerra, aunque no se ha encontrado ningún otro testimonio y el texto de la revista no reconoce exactamente su autoría)
De 1900 es su conocida postal del hundimiento del buque-escuela de la armada de guerra alemana SMS Gneisenau (1880) que, tras golpear la escollera del espigón de levante del puerto de Málaga, se hundió dramáticamente en un cuarto de hora con víctimas mortales. Muchart lo inmortalizó con su cámara. En 1904 publicó en la revista especializada en vistas monumentales de ciudades Alrededor del Mundo, editada en Madrid, otra serie de Málaga capital. En 1906 se publicó en la revista taurófila La Fiesta Nacional otro reportaje suyo realizado esta vez en la plaza de toros de Málaga, en el que llama la atención la proximidad en que fueron captadas las escenas taurinas.
Habiendo retratado durante más de treinta años personas anónimas (y no tanto), fotografiado vistas urbanas e inmortalizado momentos históricos la primera fotoperiodista falleció en la ciudad de Málaga el 21 de marzo de 1929 a la edad de 70 años.